# Bergtjärnen (Piteå socken, Norrbotten, 727119-174327)
Bergtjärnen är en sjö i Piteå kommun i Norrbotten och ingår i Lillpiteälvens huvudavrinningsområde.